# Shi Yuejun
Pour l’article homonyme, voir Shi.
Shi Yuejun (chinois : 石悦军) né le 5 mars 1971 à Liuhe, en Chine et mort exécuté par un peloton d'exécution le 20 décembre 2006 à Tonghua en Chine, était un tueur à la chaîne chinois qui assassina 12 personnes entre le 24 septembre 2006 et le 29 septembre 2006 et en blessa 4 à Tonghua dans la province de Jilin. Shi explique son geste comme « une vengeance pour les humiliations qu'il a subies par la société ».